# Washington/Dearborn (Metro de Chicago)
Washington/Dearborn es una estación en la línea Azul del Metro de Chicago. La estación se encuentra localizada en 19 North Dearborn Street en Chicago, Illinois. La estación Washington/Dearborn fue inaugurada el 25 de febrero de 1951.  La Autoridad de Tránsito de Chicago es la encargada por el mantenimiento y administración de la estación. La estación fue reconstruida en 1982 y en 1984.

## Descripción
La estación Washington/Dearborn cuenta con 1 plataforma central y 2 vías. 

## Conexiones
La estación es abastecida por las siguientes conexiones: 
- Rutas del CTA Buses: #14 Jeffery Express, #20 Madison, #22 Clark, #24 Wentworth, #36 Broadway, #56 Milwaukee, #62 Archer, #124 Navy Pier y #157 Streeterville/Taylor.